# Кингсвил (Мериленд)
Кингсвил (енгл. Kingsville) насељено је место без административног статуса у америчкој савезној држави Мериленд.

## Демографија
По попису из 2010. године број становника је 4.318, што је 104 (2,5%) становника више него 2000. године.
| Група             | 2000.         | 2010.         |
| Белци             | 4.087 (97,0%) | 4.112 (95,2%) |
| Афроамериканци    | 15 (0,4%)     | 40 (0,9%)     |
| Азијати           | 41 (1,0%)     | 55 (1,3%)     |
| Хиспаноамериканци | 36 (0,9%)     | 67 (1,6%)     |
| Укупно            | 4.214         | 4.318         |